# Nell Knoop
Nelly Adèle (Nell) Knoop (Batavia, 11 september 1899 – Amsterdam, 13 september 1971) was een Nederlands toneelactrice.

## Opleiding en werk
Ze was dochter van Adrianus Johannes Knoop en Maria Margaretha Poublon. Ze was op 2 september 1918 in Nijmegen getrouwd met koopman Pieter Frederik Harting (ze woonde toen in Nijmegen, zonder beroep; echtscheiding in 1922) en op 9 juli 1930 in Arnhem met musicus Alexander Nicolaas de Jong (echtscheiding in 1933). Ze leefde de laatste jaren op Westermarkt 8.
Knoop werd opgeleid aan de Toneelschool Amsterdam. In 1924 deed ze mee aan een afscheidsvoorstelling van Rika Hopper. In het spelseizoen 1924/25 werd ze lid van gezelschap van Het Schouwtooneel. Tussen 1929 en 1932 was ze verbonden aan het Oostnederlandsch Toneel; ze was toen in Arnhem getrouwd en aldaar ook weer gescheiden. Vervolgens speelde ze onder meer bij het Vereenigd Toneel en maakte ze deel uit van gezelschappen onder leiding van Albert van Dalsum.

## Tweede Wereldoorlog
Tijdens de Tweede Wereldoorlog was Knoop een van de eerste toneelspelers die stopten met spelen. Ze droeg alleen nog voor in besloten kring. Ze was in het verzet de rechterhand van verzetsstrijder Gerrit van der Veen. Ze redde het leven van Chaim Knorringa en zijn twee kinderen.

## Na de oorlog
Tijdens de plechtigheid ter gelegenheid van de naamgeving van de Gerrit van der Veenstraat, in september 1945, droeg zij een gedicht voor. Haar eerste toneeloptreden na de oorlog was in het toneelstuk "Vrij Volk" van toneelgroep "5 Mei 1945" in de Amsterdamse Stadsschouwburg. In december 1945 behoorde ze tot de groep artiesten die protesteerden tegen de heropening van de Amsterdamse Opera.
In de jaren daarna speelde ze onder meer bij het Nederlands Volkstoneel. De laatste vijftien jaar was ze verbonden aan Puck en diens opvolger Toneelgroep Centrum. In 1970 maakte ze met Albert van Dalsum en Wies Andersen een televisiefilm voor de BBC, die ook in Nederland is uitgezonden. Ook was ze in dat jaar nog gastspeler bij het door Hella S. Haasse geschreven Bevrijdingspel De Brug in Friesland.
Knoop overleed na een ziekbed op 72-jarige leeftijd, in september 1971 in de Pieter van Foreestkliniek in haar woonplaats Amsterdam. De twee kinderen van Knorringa ondertekenden de rouwadvertentie.

## Trivia
- Walter Brandligt (1901-1943) droeg zijn poppenspel De kromme voorzienigheid aan haar op.[21]

- Nederlandse Thesaurus van Auteursnamen: 135720559
- Virtual International Authority File: 286064821
- WorldCat: E39PBJqfD7HJBGkbHfKdkRRVG3